# Program cadru șapte
Al șaptelea program cadru pentru cercetare si dezvoltare tehnologică (PC7) este instrumentul principal al Uniunii Europene pentru a finanța cercetarea în perioada 2007-2013. El stabilește un cadru comun pentru inițiativele de cercetarea UE, considerate a avea un rol crucial pentru creșterea competivității si crearea de locuri de munca. CORDIS este portalul oficial pentru participanții la PC7 si pentru urmărirea acțiunilor legate de dezvoltării științei si tehnologiei în Europa. Cum a fost si în cazul PC6 obiectivul principal este sa continue construcția spațiului european al cercetării. Obiective specifice sunt:
- Să câștige un loc de lider în știință si tehnologie
- Să stimuleze creativitatea si excelenta în cercetarea Europeană
- Să dezvolte potențialul uman al cercetării europene
- Să îmbunătățească capacitățile de cercetare si inovare din Europa

Bugetul total pentru PC7, care include si cercetările ne-nucleare ale Joint Research Centre (JRC) este de 51 miliarde euro pentru 7 ani. Impărțirea Bugetului pe tematici a fost stabilită în noiembrie 2006.

## Vocabular
Pentru a ințelege cum funcționează programul cadru se dau mai jos cîteva definiții folosite în PC7.
- Program cadru (Framework Programme): este programul în totalitate, notat cu PC urmat de ediție, în acest caz 7. 
  - Program specifice (Specific Programme): , numite uneori activități: Este primul nivel la care PC7 se împarte în 4 programe specifice: Cooperație, Idei, Oameni si Capacități.

- - Ne-nuclear sau nuclear (Non-nuclear vs. nuclear research): Cele doua activități în PC7 sunt tratate uneori diferit 
    - Area tematică (Thematic Area): Este al doilea nivel de clasificare pentru programele din categoria cooperare si exista 10 teme prioritare.
    - Competitivitate (Challenges): Este al treilea nivel pentru clasificare în area tematică 
      - Program de lucru (Work Programme): Pentru fiecare arie tematică Comisia Europeană publică un program de lucru care acoperă o perioada de 1 la 3 ani. Acest document contine în detaliu domeniul care va fi finanțat pentru fiecare arie tematică precum si calendarul solicitărilor de propuneri si bugetul prevăzut. 
        - Solicitarea de propuneri (Call for Proposals): Cam odată pe an pentru fiecare arie tematică Comisia Europeană publică o solicitare de propuneri, prin care entitățile interesate sunt invitate sa trimită propuneri pentru a obține finanțări. 
          - Parte din solicitarea de propuneri (Tracks): Se folosește la nevoie sa identifice o anumită clasa de competitivitate

## Repere de timp
PC7 a fost lansat la sfârșitul lui 2006 cu prima solicitare de propuneri publicată la 22 decembrie 2006. Primul program de lucru a fost accesibil în Octombrie/Noiembrie 2006. Mai multe detalii în cele ce urmează. 

## Programe specifice
Au fost create 4 programe specifice. În plus, din buget s-a prevăzut 3,5 % pentru organizația Joint Research Centre.

### Cooperare(64% din bugetul pentru cercetări ne-nucleare)
Orice cercetare transnațională poate fi sustinuta financiar in cadrul acestui program. Exista zece teme prioritare care au fost definite pentru programul cooperare.
1. Sănătate – 19 %
2. Alimentație, Agricultura si pescuit, Biotehnologii – 6%
3. Tehnologie Infomatică si comunicații
4. Stiință dimensiunilor nano Nanotehnologie, Materiale si tehnologii noi de producție - 11%
5. Energie – 7%
6. Mediu inclusiv schimbări climatice – 6%
7. Transport inclusiv Aeronautică – 13%
8. Științe socio-economice si umaniste - 2%
9. Securitate
10. Spațiu

Acest program include si cooperarea dintre UE si alte tări.

### Idei(15% din bugetul pentru cercetări ne-nucleare)
Idei este similar cu programul cooperare, finanțează cercetarea științifică cu diferentele de mai jos.
Nu este legat de prioritățile tematice ale PC7 si include inginerie științe sociale si umane.
Nu este gestionat de comisia europeană ci de o entitate autonomă Consiliul European pentru Cercetare. 
Se concentrează asupra cercetării la frontierele cunoașterii, unde riscul este maxim. De aceea domeniile de cercetare se așteaptă sa fie mai apropiate de cercetarea fundamentală.

### Persoane(9% din bugetul pentru cercetări ne-nucleare)
Acest program este destinat sprijinirii cercetătorilor în cariera, în pregătire, în deplasări, în principal prin acțiunea Marie Curie. 

### Capacități(9% din bugetul pentru cercetări ne-nucleare)
Programul Capacități este destinat sa îmbunătățească infrastructura de cercetare si sa promoveze „Regiuni ale cunoașterii” sprijinind o specializare regională stimulând potențialul de cercetare pe regiunii europene. 

## Tipuri de proiecte
Tipuri de proiecte cunoscut în PC6 ca instrument de finanțare. Tipul de proiect este utilizat în PC7 pentru a numi natura finațării deschisa pentru participanți. Nu toate tipurile de proiecte sunt disponibile pentru toate ariile tematică. Tipurile de proiecte disponibile pe domenii se vor publica în programele de lucru și solicitările de propuneri. Tipurile de proiecte au fost îmbunătățite ca urmare a măsurilor de simplificare deși unele elemente se păstrează din PC6.

### Proiecte de cercetare în colaborare
Acest mod de finanțare este destinat cercetării cu rezultat inovator, descris în formularele cu rezultatele proiectului. În PC7 vor exista proiecte de cercetare în colaborare mici si mari. Instrumentul financiar echivalent din PC6 a fost Proiecte integrate și proiecte de cercetare cu ținta specificată.

### Rețea de excelenta
Ca și în FP6, scopul principal al rețelelor de excelenta este să integreze cercetarea la nivel european. În acest caz participanții sunt plătiți în baza gradului de integrare asigurat și numărului de cercetători mai de grabă decât rezultatul cercetării.

### Acțiuni de sprijin si coordonare
Acțiuni de sprijin (AS) finanțează studii și alte măsuri în ajutorul programului de lucru. Acțiuni de coordonare (AC) finanțează rețele de cercetare care întâi au fost stabilite la nivel național. În PC6 AC si AE au fost acțiuni separate.

### Acțiunea Marie Curie
Programe adresate persoanelor sunt numite acțiuni Marie Curie (Mobilități în PC6). Acestea finanțează pregătirea profesională și deplasări ale cercetătorilor. Activitatea principală este ajutor individual pentru participarea la programe de studiu post universitar pentru cercetători. Programe de perfecționare între universitățile din Europa, din Europa în afară și din afara în Europa si cu rețeaua Marie Curie, sunt programe instituționale pentru a asigura pregătire prin asociere pentru cercetători. Există, de asemenea o acțiune de suport de cooperare între industrie și universități și finanțări pentru reintegrare destinate foștilor bursieri Marie Curie.

## Drepturile intelectuale asupra rezultatului cercetării
Din ghidul despre reguli asupra proprietății intelectuale[nefuncțională]
 în PC7:

Rezultatele proiectului, drepturile intelectuale, aparțin participanților care le-au generat. Unde rezultatele au fost generate împreună (de exemplu părți din rezultate nu pot fi atribuite exclusiv la diferiți participanți), dreptul de proprietate va fi colectiv în afara de cazul când participanții ajung la un alt acord comun 
Ca si în FP6 si FP5 ceea ce rezulta din proiect aparține participanților care le-au generat. 
Pentru a se putea demonstra calitatea de proprietar (precum si data la care a fost generat obiectul proprietății) se recomanda insistent ca participanții sa documenteze dezvoltarea si generarea de cunoștințe si rezultate; exemplu, însemnări de laborator într-o formă standardul.
Aceasta ar putea ajuta la rezolvarea disputelor intre participanți în ce privește originea unui anumit rezultat si DPI. Acest lucru ar putea fi important în cazul solicitării brevetului în SUA unde legislația prevede ca drepturile aparțin inventatorului si acesta este primul care a inventat (first-to-invent).
În plus angajatorul trebuie sa se asigure, acolo unde este necesar, un contract cu angajații si alte persoane care ar putea fi îndreptățite sa solicite DPI (inclusiv personal de la colaboratori, subcontractor, studenti, etc.), astfel incat participantul sa-si poata indeplini obligatile din contract. Acest lucru este important pentru a permite accesul participanților la rezultate si cunoștințe.
Un asemenea contract poate sa conțină un transfer al drepturilor sau cel puțin un drept de acces corespunzător (cu drept de subcontractare).
Pentru instituțiile academice, este în mod deosebit important, pentru (a) colaboratorii care nu sunt angajații ca studenți înainte sau după absolvire, ca de exemplu doctoranzi, si (b) cercetători în acele tari unde au un privilegiu special "privilegiu de profesor" (conform căruia cercetătorul are anumite drepturi asupra rezultatului cercetării în universitate). 